# Dirty Sound Magnet
Dirty Sound Magnet es una banda de rock suiza creada en 2008 conocida por su combinación de rock psicodélico, rock progresivo y blues rock. 

## Historia
Stavros Dzodzos, Marco Mottolini y Maxime Cosandey provienen de la ciudad suiza de Friburgo, se conocieron siendo adolescentes en 2008 y vieron que compartían una pasión por la era del rock psicodélico de las décadas de 1960 y 1970. Una vez que se pusieron en serio a grabar su música , se unió a ellos Didier Coenegracht a las voces y los teclados. Juntos publicaron dos álbumes, What Lies Behind en 2012 y The Bloop en 2014. En 2015, Didier Coenegracht abandonó la agrupación.
La banda diseñó y construyó su propio estudio de grabación en su sala de ensayos, ubicado en uno de los muchos refugios nucleares de Suiza, y en 2017 lanzaron un tercer álbum, titulado Western Lies, del cual el sencillo "Homo Economicus" ganó el premio M4Music Demotape Clinic a mejor sencillo de rock, lo que facilitó que su trabajo sonara en las emisoras de radio suizas, como SRF3, y les granjeó el interés de la prensa en revistas musicales alemanas y suizas.
En noviembre de 2018 se publicó el sencillo "Social Media Boy", que obtuvo una buena acogida por las revistas de rock europeas, como la suiza Artnoir, y la belga Frontview,  Este sencillo fue el antecedente de su siguiente álbum, lanzado en octubre de 2019, Transgenic. En mitad de la gira promocional del álbum, la pandemia de COVID-19 provocó numerosas cancelaciones, por lo que la banda regresó a su sala de ensayo y siguió grabando nuevos temas, que acabaron conformando el trabajo "Live Alert". Durante una entrevista en la Televisión Suiza Francófona, RTS 1, Stavros explicó cómo el álbum entero fue grabado en directo, tanto en sonido como en vídeo. Las sesiones grabadas se retransmitieron en el canal suizo en alemán SRF 1.
El trío "inspira con su potencia en directo por los escenarios de toda Europa", y, a raíz del éxito de "Live Alert", en 2022 su nuevo álbum, DSM-III, se grabó de la misma forma, con "música propulsiva, riffs y fingerpicking". La banda además afianzó su reputación en vivo  en noviembre de 2022, cuando ganaron en la categoría de Mejor interpretación de rock en los premios Swiss Live Talents.
En febrero de 2023, Dirty Sound Magnet completó una aclamada gira en México. En 2023 también vio la luz un nuevo álbum, titulado Dreaming in Dystopia.

## Miembros
- Stavros Dzodzos (guitarra principal, voz)
- Marco Mottolini (bajo eléctrico, coros)
- Maxime Cosandey (batería, coros, efectos)

## Discografía

### Álbumes (con Kamar y Sebastien)
- Activate the Magnet (2009)

### Álbumes (con Didier Coenegracht)
- What Lies Behind (2012)
- The Bloop (2014)

### Álbumes
- Western Lies (2017)
- Transgenic (2019)
- Live Alert (2020)
- DSM-III (2022)
- Dreaming in Dystopia (2023)

### Sencillos
- Homo Economicus (2017)
- Social Media Boy (2018)
- Skull Drawing Rose (2020)
- The Poet and His Prophet (2020)
- Black Dog (2020)
- Have a Cigar (2020)
- Pandora's Dream (2021)
- Heavy Hours (2021)
- Toxic Monkeys (2021)
- Sunday Drama (2022)
- Meet the Shaman (2022)